# Mehlenbachtal zwischen Gondenbrett und Weinsfeld
Das Naturschutzgebiet Mehlenbachtal zwischen Gondenbrett und Weinsfeld liegt im Eifelkreis Bitburg-Prüm in Rheinland-Pfalz.
Das etwa 164 ha große Gebiet, das im Jahr 1997 unter Naturschutz gestellt wurde, erstreckt sich westlich der Stadt Prüm entlang des Mehlenbaches zwischen der nordöstlich gelegenen Ortsgemeinde Gondenbrett und dem südwestlich gelegenen Weinsfeld, einem Stadtteil von Prüm. Im mittleren Bereich kreuzt die Landesstraße L 17 das Gebiet, unweit südlich verläuft die A 60.
Schutzzweck ist die Erhaltung, Wiederherstellung und Entwicklung eines für das Schneifelvorland typischen, weitgehend noch naturnahen Bachtales mit seinen angrenzenden bewaldeten Hangbereichen.